# Кинематика сплошной среды
Кинематика сплошной среды (от др.-греч. κίνημα — движение) — раздел кинематики, изучающий движение сплошной среды (модели деформируемого тела, жидкости или газа), не вдаваясь в вызывающие его причины. В силу относительности движения, обязательно указание системы отсчёта, относительно которой описывается движение.

## Модель сплошной среды
Модель оперирует понятием элементарного объема {\displaystyle dV}, который мал по сравнению с характерным размером задачи, но в котором много частиц (атомов, молекул, пр.), взаимодействующих друг с другом. Длина свободного пробега (среднее расстояние, которое проходит частица между столкновениями) при этом должна быть много меньше характерного размера {\displaystyle dV}. Такую модель можно описывать частицами сплошной среды — элементарными объёмами сплошной среды в которых характеристики сплошной среды (множества частиц рассматриваемого объекта) можно считать постоянными.

## Лагранжев и эйлеров подходы для описания сплошной среды
Для идентификации частиц сплошной среды, требуется их пронумеровать. Вследствие трёхмерности пространства, используются три переменные {\displaystyle (\xi _{1},\xi _{2},\xi _{3})}. Такие идентификационные параметры частиц среды называются лагранжевыми (или материальными) координатами. В качестве лагранжевых координат можно выбрать, например, декартовы координаты частиц в некоторый момент времени {\displaystyle \tau }. Вообще говоря, способ «нумерации» частиц среды может быть произвольным.
Координаты точек среды {\displaystyle (x_{1},x_{2},x_{3})} в пространственной системе координат называются эйлеровыми (или пространственными) координатами. Решением задачи кинематики сплошной среды является установление координат {\displaystyle (x_{1},x_{2},x_{3})} материальной частицы {\displaystyle (\xi _{1},\xi _{2},\xi _{3})} в любой момент времени, то есть нахождении функций {\displaystyle x_{i}=f(t,\xi _{j}|_{j=1,2,3}){\Big |}_{i=1,2,3}} или же функций {\displaystyle \xi _{i}=g(t,x_{j}|_{j=1,2,3}){\Big |}_{i=1,2,3}}, сопоставляющих каждой частице её положение во времени.
Любую функцию, описывающую свойства частиц сплошной среды (плотность, температуру, ускорение, и т. д.) можно определять как функцию лагранжевых координат {\displaystyle \rho (t,\xi _{1},\xi _{2},\xi _{3})} (лагранжев подход), так и функцию эйлеровых координат {\displaystyle \rho (t,x_{1},x_{2},x_{3})=\lim _{\Delta V\to 0}{\frac {\Delta M(\cdot )}{\Delta V}}} (эйлеров подход).
Для любой функции в эйлеровых переменных {\displaystyle f(t,x_{1},x_{2},x_{3})} выполняется 
{\displaystyle {\frac {df}{dt}}={\frac {\partial f}{\partial t}}+v_{1}{\frac {\partial f}{\partial x_{1}}}+v_{2}{\frac {\partial f}{\partial x_{2}}}+v_{3}{\frac {\partial f}{\partial x_{3}}}}.
Траекториeй частицы называется геометрическое место ее положений во все моменты времени. Траектория частицы определяется законом движения
Линией тока в момент времени {\displaystyle \tau } называется кривая, направление касательной которой в каждой точке совпадает в направлением вектора скорости сплошной среды {\displaystyle {\vec {v}}(t,x_{1},x_{2},x_{3})} в этот момент времени. Линии тока определяются из уравнений 
{\displaystyle {\frac {dx_{1}}{v_{1}(\tau ,x_{i})}}={\frac {dx_{2}}{v_{2}(\tau ,x_{i})}}={\frac {dx_{3}}{v_{3}(\tau ,x_{i})}}{\Bigg |}_{i=1,2,3}}.

## Формула Коши-Гельмгольца
Формула Коши-Гельмгольца определяет скорость частиц среды в точке {\displaystyle A}, находящейся в малой окрестности некоторой точки {\displaystyle O}.
{\displaystyle {\vec {v}}_{A}={\vec {v}}_{O}+{\hat {E}}\,{\vec {r}}+{\frac {1}{2}}(\nabla \times {\vec {v}})\times {\vec {r}}}
где {\displaystyle {\hat {E}}=(e_{ij})} — тензор скоростей деформаций, а {\displaystyle {\hat {\varepsilon }}=(e_{ij}\,dt)} — тензор малых деформаций, {\displaystyle {\frac {1}{2}}\nabla \times {\vec {v}}={\vec {\omega }}} — вектор вихря.
Не ограничивая общности, можно считать, что {\displaystyle O(0,0,0)} совпадает с началом координат. Точка {\displaystyle A} в координатах представима как {\displaystyle A(x_{1},x_{2},x_{3})}. 
В линейном приближении (здесь и далее {\displaystyle i=1,2,3}):
{\displaystyle v_{i}(t,{\vec {r}})-v^{i}(t,{\vec {O}})={\frac {\partial v_{i}}{\partial x_{1}}}x_{1}+{\frac {\partial v_{i}}{\partial x_{2}}}x_{2}+{\frac {\partial v_{i}}{\partial x_{3}}}x_{3}={\vec {r}}\cdot \nabla v_{i}},
где {\displaystyle \nabla } - оператор набла, {\displaystyle {\vec {r}}={\vec {OA}}=(x_{1},x_{2},x_{3})}.
Перемещение точки {\displaystyle A} относительно {\displaystyle O} имеет вид {\displaystyle d{\vec {r}}=({\vec {v}}_{A}-{\vec {v}}_{O})dt}, из показанного выше {\displaystyle d{\vec {r}}=({\vec {r}}\nabla ){\vec {v}}\,dt} или покоординатно 
{\displaystyle dx_{i}=\sum \limits _{j=1}^{3}\left({\frac {\partial v_{i}}{\partial x_{j}}}\cdot x_{j}\right)dt}.
Можно переписать 
{\displaystyle dx_{i}=\sum _{j}(e_{ij}x_{j}+f_{ij}x_{j})dt}
где 
{\displaystyle e_{ij}={\frac {1}{2}}\left({\frac {\partial v_{i}}{\partial x_{j}}}+{\frac {\partial v_{j}}{\partial x_{i}}}\right)}, а {\displaystyle f_{ij}={\frac {1}{2}}\left({\frac {\partial v_{i}}{\partial x_{j}}}-{\frac {\partial v_{j}}{\partial x_{i}}}\right)}.
После преобразования 
{\displaystyle \sum _{j}f_{ij}x_{j}=\left[{\frac {1}{2}}(\nabla \times {\vec {v}})\times {\vec {r}}\right]_{i}}
Получается формула Коши-Гельмгольца:
{\displaystyle d{\vec {r}}={\hat {E}}\,{\vec {r}}\,dt+\left({\frac {1}{2}}(\nabla \times {\vec {v}})\times {\vec {r}}\right)dt}
Таким образом, {\displaystyle d{\vec {r}}_{A}=d{\vec {r}}_{O}+{\hat {E}}\,{\vec {r}}\,dt+\left({\frac {1}{2}}(\nabla \times {\vec {v}})\times {\vec {r}}\right)dt}, или для скоростей: {\displaystyle {\vec {v}}_{A}={\vec {v}}_{O}+{\hat {E}}\,{\vec {r}}+{\frac {1}{2}}(\nabla \times {\vec {v}})\times {\vec {r}}}.
Если ввести квадратичную функцию 
{\displaystyle \varphi (x_{1},x_{2},x_{3})=(e_{11}x_{1}^{2}+2e_{12}x_{1}x_{2}+2e_{13}x_{1}x_{3}+e_{22}x_{2}^{2}+2e_{23}x_{2}x_{3}+e_{33}x_{3}^{2})/2},
её градиент совпадает с вектором {\displaystyle {\hat {E}}\,{\vec {r}}}, так как
{\displaystyle {\frac {\partial \varphi }{\partial x_{i}}}=e_{i1}x_{1}+e_{i2}x_{2}+e_{i3}x_{3}=({\hat {E}}\,{\vec {r}})_{i}}
Поэтому формулу Коши-Гельмгольца можно записать ещё так:
{\displaystyle {\vec {v}}_{A}={\vec {v}}_{O}+\omega \times {\vec {r}}+\nabla \varphi ({\vec {r}})+o({\vec {r}})}.
Первые два слагаемых этой формулы - такие же, как в распределении скоростей абсолютно твёрдого тела (поступательное движение + вращательное), они определяют бездеформационную часть движения, а оставшаяся часть задаёт деформацию частиц среды вблизи точки O. С точностью до малых выше первого порядка по {\displaystyle {\vec {r}}}, её можно считать градиентом некоторой квадратичной формы от координат {\displaystyle \varphi ({\vec {r}})}, которая в таком случае называется потенциалом деформаций в точке O. Потенциал деформаций не является инвариантной величиной, он зависит от выбора координат вблизи точки O.

## Чистая деформация
Случай чистой деформации возникает при отсутствии вращательной части движения {\displaystyle (\nabla \times {\vec {v}}=0)}. В главной системе координат (в соответствующих главных осях) справедливо:
{\displaystyle {\hat {\varepsilon }}={\begin{pmatrix}\varepsilon _{1}&0&0\\0&\varepsilon _{2}&0\\0&0&\varepsilon _{3}\end{pmatrix}}}
По формуле Коши-Гельмгольца {\displaystyle d{\vec {r}}=\varepsilon _{1}r_{1}{\vec {e}}_{1}+\varepsilon _{2}r_{2}{\vec {e}}_{2}+\varepsilon _{3}r_{3}{\vec {e}}_{3}}.
В случае чистой деформации точки малой частицы сплошной среды, лежащие в момент {\displaystyle t} на сфере радиуса {\displaystyle a} {\displaystyle \left(\xi _{1}^{2}+\xi _{2}^{2}+\xi _{3}^{2}=a^{2}\right)} перейдут за {\displaystyle dt} в эллипсоид, называемый эллипсоидом деформации. Точки частицы сплошной среды, лежащие на главных осях деформации, останутся после деформации на тех же осях, испытая лишь смещение вдоль них.
Длины главных осей эллипсоида описываются {\displaystyle e_{1},e_{2},e_{3}} — корнями {\displaystyle a^{2}={\frac {R^{2}}{1-2e_{1}\,dt}},\;b^{2}={\frac {R^{2}}{1-2e_{2}\,dt}},\;c^{2}={\frac {R^{2}}{1-2e_{3}\,dt}}}.

## Однородная деформация
В том случае, когда {\displaystyle {\hat {E}},\;{\vec {\omega }}}, определяющие чистую деформацию и вращение частицы являются постоянными, деформация называется однородной.
При однородной деформации:
- Точки среды, лежащие на плоскости или на прямой, остаются после деформации соответственно на некоторой плоскости или на прямой;
- Направления главных осей деформации для любой точки среды будут одинаковы;
- Если {\displaystyle {\hat {E}}} в некоторый момент времени одинаков во всех точках среды, то в этот момент и {\displaystyle {\vec {\omega }}} одинаков во всех точках среды.

## Условие совместности
В силу определения {\displaystyle e_{ij}=e_{ji}}, эти тензоры имеют только 6 различающихся компонент. Эти 6 компонент все еще не являются независимыми, так как выражаются через три компоненты скорости {\displaystyle (v_{1},v_{2},v_{3})}. В силу зависимости они удовлетворяют соотношениям, которые называются условиями совместности Сен-Венана:
{\displaystyle {\frac {\partial ^{2}e_{ij}}{\partial x_{k}\partial x_{l}}}={\frac {\partial ^{2}e_{kl}}{\partial x_{i}\partial x_{j}}}={\frac {\partial ^{2}e_{kj}}{\partial x_{i}\partial x_{l}}}={\frac {\partial ^{2}e_{il}}{\partial x_{k}\partial x_{j}}}{\Bigg |}_{i,j,k,l=1,2,3}}
Из этих 81 уравнений лишь 6 являются независимыми.